# 4281 Pounds
4281 Pounds este un asteroid din centura principală, descoperit pe 15 octombrie 1985 de Edward Bowell.